# Κ
Kappa（大写Κ，小写κ，中文音译：卡帕），是第十个希腊字母。
- 在數學上，Kappa曲線以此字母命名。
- 在物理学上，κ用作振动的扭转系数。
- 在配位化學上，κ用作配位基的齿合度。
- 流體力學上的壁面紊流（英语：Von Kármán constant）
- 數學上的矩陣條件數，指數量在數值計算中的容易程度的衡量
- 數學上的曲率
- 電磁學中的介電常數{\displaystyle (\varepsilon /\varepsilon _{0})}
- 物理学中的熱導率（亦常使用小寫拉丁字母k）
- 物理学中的絕熱指數（亦常用γ）
- 意大利运动休闲服装公司：Kappa。
- Twitch上，為一個表情符號。